# Stazione di Mikawa-Ōtsuka
La stazione di Mikawa-Ōtsuka (三河大塚駅?, Mikawa-Ōtsuka-eki) e una stazione ferroviaria situata nella città di Gamagōri, nella prefettura di Aichi in Giappone. La stazione e gestita dalla JR Central e serve la linea principale Tōkaidō.

## Linee
JR Central
■ Linea principale Tōkaidō

## Struttura
La stazione è costituita da due marciapiedi laterali con due binari su viadotto.
| 1 | ■ Linea principale Tōkaidō | per Okazaki, Nagoya e Ōgaki |
| 2 | ■ Linea principale Tōkaidō | per Toyohashi e Hamamatsu   |

## Stazioni adiacenti
| ≪                                          | Servizio                 | ≫                        |
| Linea principale Tōkaidō                   | Linea principale Tōkaidō | Linea principale Tōkaidō |
| ------------------------------------------ | ------------------------ | ------------------------ |
| Aichi-Mito                                 | Locale Rapido sezionale  | Mikawa-Miya              |
| Gamagōri                                   | Nuovo Rapido1            | Toyohashi                |
| Il Rapido e il Rapido speciale non fermano |                          |                          |

- Solo in direzione Toyohashi dei sabato e dei giorni festivi